# آلویزوف، شهرستان خروبیشوف
الویزاو، بخش هرابیزو (به لاتین: Alojzów, Hrubieszów County) یک منطقهٔ مسکونی در لهستان است که در Gmina Werbkowice واقع شده‌است.